# Comme une bête (roman)
Pour les articles homonymes, voir Comme une bête (film).
Comme une bête est un roman de Joy Sorman paru le 30 août 2012 aux éditions Gallimard.

## Historique du roman
Ce roman de Joy Sorman a été présélectionné dans la première liste de douze romans en lice pour le prix Goncourt 2012. Le 27 octobre 2012, le jury composé d'étudiants des départements universitaires de français en Pologne lui décerne le prix « Liste Goncourt : le choix polonais ».

## Résumé
Pim a peur des choses. Il pleure en voyant des animaux tristes et malheureux. Jeune, il avait pensé continuer à faire des grandes études, mais n'ayant pas réussi, il rejoint une boucherie. Au contact de la découpe des bêtes, Pim éprouve dans un premier temps de la peur, mais petit à petit, en vient à ressentir un amour inconditionnel pour son métier, devenant l'un des grands bouchers français.

## Éditions
- Éditions Gallimard, 2012  (ISBN 978-2070137480).